# Jean Chastanié

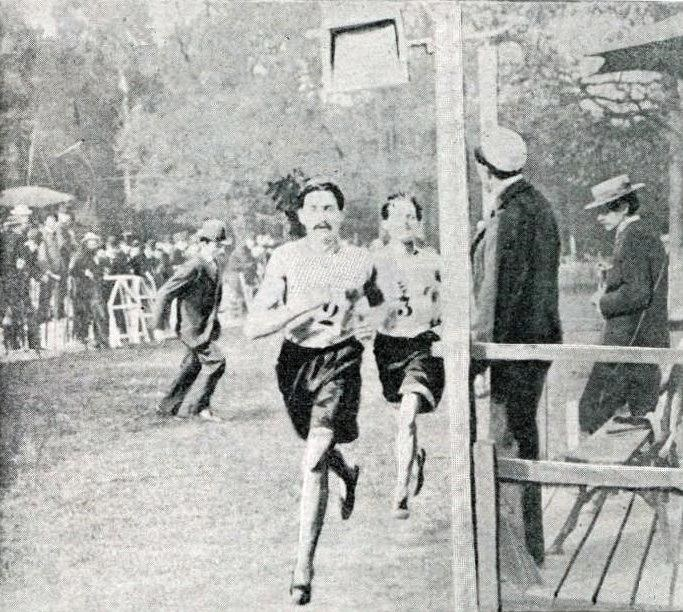
Jean Chastagnié del Racing Club de Francia, corriendo en los 4000 metros con obstáculos en el año 1900.

Jacques Chastanié (24 de julio de 1875 - 14 de abril de 1948) fue un atleta francés de principios del siglo XX que se especializó en los 2500 metros en carrera de obstáculos. Él participó en Atletismo en el Juegos Olímpicos de París 1900 y ganó la medalla de bronce en el evento de 2500 metros. También ganó la medalla de plata en la carrera por equipos 5000 metros para el equipo francés a distancia, así como el cuarto puesto en la carrera de obstáculos de 4.000 metros.